# 平山貴人
平山 貴人（ひらやま たかひと、7月6日 - 、生年は非公表）は、日本のフリーアナウンサー。
主に北陸地方でテレビ・ラジオのパーソナリティやCMナレーターとして活動している。
石川県七尾市（旧能登島町）出身。血液型はA型。

## 略歴
埼玉県川越市の結婚式場の司会業でキャリアをスタートさせた。Jターン後は1995年のラジオかなざわ開局当初や、後のラジオななおではほぼ局専属で活動していた時期があるほか、現在に至るまで北國新聞系列の放送メディアでの活動がメイン。他に、石川県内での演歌歌手の公演の司会、富山県や福井県でも特別番組のナレーションなどで起用されることも多い。
なお、実家は民宿。調理師免許を持っており料理はプロ並み。

## 担当番組

### 現在
テレビ
- 花のテレ金ちゃん（テレビ金沢）
- マル得配便（テレビ金沢）

### 過去
テレビ
- Smile!（テレビ金沢）
- じゃんサタ（テレビ金沢）

- 月刊!元気とやま情報チャンネル（富山テレビ）
- 知ってナットク!元気とやま情報チャンネル（富山テレビ）
- ようこそ、あかね色の石川へ（旅チャンネル）
- まちスタ530（金沢ケーブルテレビネット・北國新聞ニュース24）

ラジオ
- Ken Rock Station（エフエム石川、月曜・火曜担当）
- Do it!（エフエム石川、月曜・火曜担当）
- FM石川ニュース（エフエム石川）
- Ciao! 〜style up your life〜（エフエム石川、月曜・火曜担当2014年4月から12月）2015年1月から2018年9月まで火曜担当
- 金沢もしもし探検隊（ラジオかなざわ）
- 日曜電リク　千木発ひらひらデンデン（ラジオかなざわ）

※ラジオかなざわ開局当初は同局専属で活動しており、ニュースやCMナレーションも多く担当した。
- 七尾もしもし探検隊（ラジオななお）

## CMナレーション
- パチンコタイガー
- 金沢学院大学・金沢学院短期大学
  - その他、北國新聞主催のイベントのCMナレーションも担当していることが多い。